# Naftowyk Drohobycz
Naftowyk Drohobycz (ukr. Футбольний клуб «Нафтовик» Дрогобич, Futbolnyj Kłub "Naftowyk" Drohobycz) – ukraiński klub piłkarski z siedzibą w Drohobyczu. 
W latach 1960–1963 występował w Klasie B, ukraińskiej strefie 1 Mistrzostw ZSRR.

## Historia
Chronologia nazw:
- 1950–1970: Naftowyk Drohobycz (ukr. «Нафтовик» (Дрогобич))

Naftowyk Drohobycz został założony w miejscowości Drohobycz w 1950 i prezentował .
W 1960 klub debiutował w Klasie B, ukraińskiej strefie 1 Mistrzostw ZSRR, w której zajął 14.miejsce. W 1963 po reorganizacji systemu lig ZSRR klub spadł do Klasie B, ukraińskiej strefie 1, w której występował do 1969.
W 1970 po kolejnej reorganizacji systemu lig ZSRR klub spadł do Klasie B, ukraińskiej strefie 2, w której zajął 20 miejsce spośród 27 drużyn.
Po zakończeniu sezonu 1970 klub został rozwiązany.

## Sukcesy
- 10 miejsce w Klasie B ZSRR, ukraińskiej strefie 3:

1962
- 1/128 finału Pucharu ZSRR:

1961

## Inne
- SKA Karpaty Lwów
- Junak Drohobycz
- Watra Drohobycz
- Hałyczyna Drohobycz